# Пинчовски окръг
Пинчовски окръг (на полски: Powiat pińczowski) е окръг в Югоизточна Полша, Швентокшиско войводство. Заема площ от 612,85 км2. Административен център е град Пинчов.

## География
Окръгът се намира в историческия регион Малополша. Разположен е в южната част на войводството.

## Население
Населението на окръга възлиза на 41 126 души (2012). Гъстотата е 67 души/км2.

## Административно деление
Административно окръгът е разделен на 5 общини.
Градско-селски общини:
- Община Джялошице
- Община Пинчов

Селски общини:
- Община Кийе
- Община Михалов
- Община Злота

## Фотогалерия
- Джялошице
- Пинчов